# St. Georg (Eutzen)

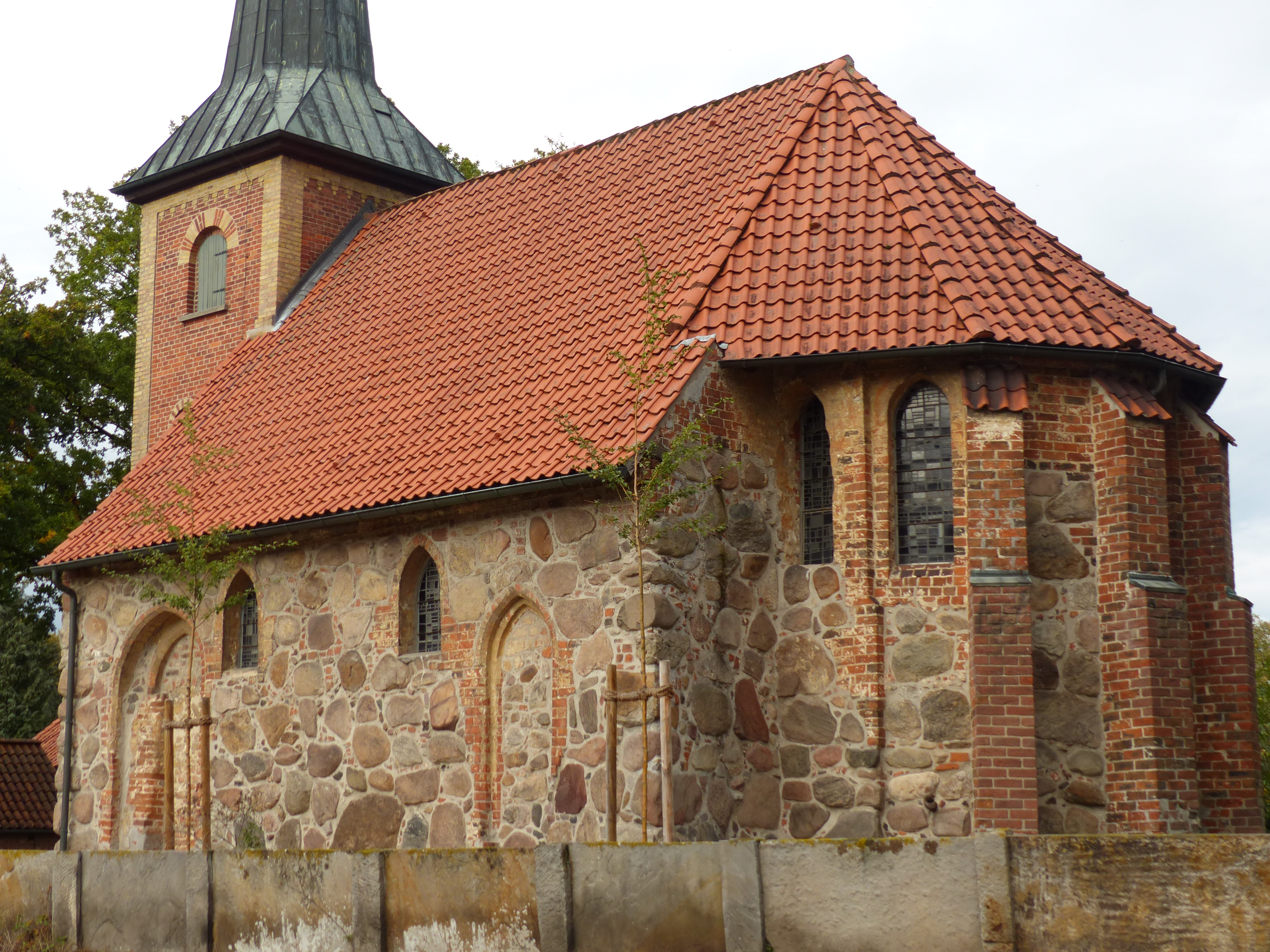
St. Georg

Die evangelisch-lutherische denkmalgeschützte  Kirche St. Georg steht in Eutzen, einem Ortsteil der Stadt Wittingen im Landkreis Gifhorn von Niedersachsen. 
Die Kirchengemeinde gehört zum Kirchenkreis Wolfsburg-Wittingen im Sprengel Lüneburg der Evangelisch-lutherischen Landeskirche Hannovers.

## Beschreibung
Die Wände des Langhauses der rechteckigen, dreischiffigen Hallenkirche und die des polygonalen Chors wurden aus Feldsteinen im 14. Jahrhundert errichtet. Die Kirche brannte 1519 nieder und wurde anschließend erneuert. Der Kirchturm im Westen aus roten und gelben Backsteinen wurde erst 1868 angefügt. In ihm hängt eine Kirchenglocke, die 1906 von der Radlerschen Glockengießerei gegossen wurde. Sein ursprünglich verschieferter, nach 1962 in Kupfer eingedeckter, spitzer Helm wird vom quadratischen Grundriss ins Achteck übergeführt. Die Wände des Chors werden von Strebepfeilern gestützt, um das Kreuzrippengewölbe im Chor, das auf Konsolen steht, abzufangen. 
Das Langhaus ist mit einer Holzbalkendecke überspannt. Das nördliche Joch des Seitenschiffs im östlichen Drittel des Langhauses wurde nachträglich als Sakristei abgetrennt. Der spätgotische, geschnitzte Altar vom Ende des 15. Jahrhunderts hat in der Mitte eine Kreuzigungsgruppe und darunter eine Mondsichelmadonna. Seitlich befinden sich in zwei Reihen die Figuren von je drei Heiligen und Aposteln. Das pokalförmige Taufbecken wurde 1556 gestiftet. An der Nordwand des Chors steht ein um 1500 gebautes Sakramentshaus. Die erste Orgel mit 5 Registern und einem Manual wurde 1956 gebaut. 1975 wurde eine elektronische Ahlborn-Orgel angeschafft.